# Костицын, Владимир Ильич
Влади́мир Ильи́ч Кости́цын (род. 2 июля 1945, д. Костиченки, Бельский район, Кировская область) — российский учёный-геофизик, заслуженный работник высшей школы Российской Федерации (2003), проректор по вечернему и заочному обучению (1983—1992), первый проректор (1992—2002), заведующий кафедрой геофизики (с 1995 года), заслуженный профессор (2023) Пермского университета.

## Биография
Владимир Ильич Костицын родился 2 июля 1945 года в деревне Костиченки Кировской области.
В 1968 году окончил геологический факультет Пермского университета. В 1968—1975 годах — ассистент кафедры геофизики геологического факультета ПГУ.
В 1975 году защитил диссертацию в Пермском государственном университете с присуждением учёной степени кандидата геолого-минералогических наук (тема «О повышении разрешающей способности детальной гравиразведки при исследовании локальных структур»; научный руководитель — доктор технических наук, профессор, заслуженный деятель науки и техники РСФСР А. К. Маловичко.
В 1976—1979 годах — старший преподаватель кафедры геофизики, в 1977—1982 годах — заместитель декана по учебной работе геологического факультета ПГУ. В 1983—1992 годах — проректор по вечернему и заочному обучению ПГУ.
В 1992 году защитил диссертацию «Методы повышения точности и геологической эффективности детальной гравиразведки» в Государственной академии нефти и газа имени И. М. Губкина (г. Москва); присуждена степень доктора технических наук. В 1993 году получил учёное звание профессора.
В 1992—2002 годах — первый проректор, проректор по учебной работе ПГУ. С 1995 года заведует кафедрой геофизики Пермского университета.
Неоднократно удостаивался помещения на Доску почёта Пермского университета, а также на доску почёта геологического факультета Пермского университета.
В. И. Костицын — лидер научного направления «Геофизические технологии при поисках и разработке месторождений нефти, калийно-магниевых солей и оценке их техногенного воздействия».
Заместитель председателя объединённого совета по защите докторских и кандидатских диссертаций (Науки о Земле) при ПГНИУ и ПНИПУ: специальности 25.00.01 «Общая и региональная геология», 25.00.10 «Геофизика, геофизические методы поисков полезных ископаемых», 25.00.12 «Геология, поиски и разведка нефтяных и газовых месторождений». Член докторского диссертационного совета при Казанском (Приволжском) федеральном университете.
Входит в состав учёных советов Пермского государственного университета и геологического факультета ПГНИУ. Член секции «Геофизика» УМО классических университетов Российской Федерации (с 1995).
Действительный член Российской академии естествознания (РАЕ) (1997) и Международной академии навигации и управления движением (2007), член Европейской ассоциации геоучёных и инженеров (EAGE) (2004), Европейской академии естествознания (2005), Евро-Азиатского геофизического общества (ЕАГО) (2010).
В октябре 2023 года Ученый совет ПГНИУ присвоил В. И. Костицину звание «Заслуженный профессор Пермского университета» 
Сыновья: Андрей — юрист, преподаватель ПГНИУ, Виталий.

## Награды
- Медаль ордена «За заслуги перед Отечеством» II степени (1997).
- Заслуженный работник высшей школы РФ (2003).
- Почётная грамота Пермской области (2005).
- Медаль «Выдающийся геофизик С. Г. Комаров» (2010).
- Звание «Человек года — 1998». Присвоено Международным научным советом Американского биографического института (1998).
- Заслуженный деятель науки и образования РАЕ (2007).
- Медаль им. А. К. Маловичко «За выдающиеся достижения в геофизике» (2012).
- Орден «Labore Et Scientia — Трудом и знанием» (2013).
- Благодарность президента РФ В. Путина «За достигнутые трудовые успехи, многолетнюю плодотворную работу, активную творческую деятельность». 12 марта 2014 г. № 60-pn.
- Медаль имени В. В. Федынского, награждён Евро-Азиатским геофизическим обществом (2014).
- Орден Петра Великого «Небываемое бываетъ», награждён Российской академией естествознания и Европейским научным и промышленным консорциумом (European Scientific and Industrial Concortium) (2015).
- Медаль им. А. Е. Ферсмана «За заслуги в геологии» Российского геологического общества (2015).
- Орден Екатерины Великой «За служение науке и просвещению», награждён Российской академией естествознания и Европейским научным и промышленным консорциумом (European Scientific and Industrial Concortium) (2015).
- Почётная грамота г. Перми («За профессионализм, значительный личный вклад в подготовку высококвалифицированных специалистов для предприятий г. Перми…», 2016).

## Основные работы
Общее число публикаций: научные статьи — более 300, монографии (научные и научно-популярные) — 25, учебники (с грифом Минобразования РФ и УМО классических университетов) — 3, патенты — 2.

### Статьи
1. Костицын В. И. Применение гравиразведки при поисках нефти и газа в условиях Крайнего Севера // Современные наукоемкие технологии. М.: Академия естествознания. 2005. № 1. С 100—101.
2. Костицын В. И. О состоянии системы прогнозирования землетрясений // Геология и полезные ископаемые Западного Урала / Перм. гос. ун-т. Пермь, 2006. С. 172—174.
3. Костицын В. И. Поиски залежей нефти и газа ёв условиях Крайнего Севера по данным гравиразведки с учётом априорной информации // Вопросы теории и практики геологической информации гравитационных магнитных и электрических полей: матер. 35-й сессии Междунар. семинара им. Д. Г. Успенского. Ухта: Изд-во УГТУ, 2007. С.139-141.
4. Костицын В. И. Перспективы развития геофизического образования в Пермском университете на международном уровне // Геология и полезные ископаемые Западного Урала / Перм. гос. ун-т. Пермь, 2008. С. 285—288.
5. Костицын В. И. Образовательная и научная деятельность кафедры геофизики Пермского государственного университета в области геофизических исследований на нефть, газ и калийные соли // Фундаментальные исследования. М.: Академия естествознания, 2008. № 5 С. 79-82.
6. Костицын В. И. О гравиметрических исследованиях зарубежных геофизиков // Вопросы теории и практики геологической интерпретации гравитационных, магнитных и электрических полей: матер. XXXVI сессии Междунар. семинара. Казань: Изд-во Казан. университета, 2009. С 343—347.
7. Князев А. Р., Костицын В. И. Методика оценки трещиноватости низкопористых нефтенасыщенных карбонатных пород по данным электрометрии скважин // Геология, геофизика и разработка нефтяных и газовых месторождений. № 5. Москва: ВНИИОЭНГ, 2011. С. 24-30.
8. Маловичко А. А., Костицын В. И. К 100-летию Александра Кирилловича Маловичко // Геофизика. № 5. Тверь: изд. ГЕРС, 2011. С. 3-7.
9. Неганов В. М., Костицын В. И. Комплексирование геолого-геофизических методов при подготовке нефтегазоперспективных объектов под глубокое бурение на территории Урало-Поволжья // Геофизика. № 5. Тверь: изд. ГЕРС, 2011. С. 18-24
10. Долгаль А. С., Костицын В. И., Пугин А. В., Шархимуллин А. Ф., Христенко Л. А. Развитие методов качественной и количественной интерпретации данных гравиразведки // Геофизика. № 5. М.: ЕАГО, 2011. С. 31-39.
11. Габнасыров А. В., Костицын В. И., Некрасов А. С. Изучение сложных карбонатных коллекторов Уньвинского месторождения по комплексу геофизических и потокометрических исследований скважин // Геология и полезные ископаемые Западного Урала. Пермь: Перм. ун-т, 2011. С. 78-81.
12. Костицын В. И. О востребованности специалистов, бакалавров и магистров на производстве // Национальный исследовательский университет в системе непрерывного образования (к 95-летию Пермского университета: Материалы Междунар. науч.-метод. конф. Пермь: Перм. гос. нац. иссл. ун- 2011. С. 17-19.
13. Костицын В. И. К 120-летию со дня рождения Бориса Васильевича Нумерова // Геофизический вестник. 2011. № 12. М.: ЕАГО. С. 14 — 18.
14. Габнасыров А. В., Костицын В. И., Некрасов А. С. Возможности геофизических методов исследо-вания скважин для выделения интервалов трещиноватости в коллекторах смешанного типа // Геология и полезные ископаемые Западного Урала. Пермь: Перм. ун-т, 2012. С. 98-102.
15. Костицын В. И. Основные принципы и результаты успешного развития пермской научной школы геофизиков // Вопросы обработки и интерпретации геофизических наблюдений. Обнинск — Пермь: ГС РАН — ПГНИУ, 2012. С. 54-62.
16. Костицын В. И. К истории основания философско-социологического факультета // Незабываемый Утробин: Жизнь как целое. Книга памяти Игоря Серафимовича Утробина (1937—2007) / сост. В. Н. Железняк, И. К. Утробина. Пермь: Книжный формат, 2012. С. 77-81.
17. Костицын В. И. Основатель и первый заведующий филиалом кафедры геофизики ПГУ в тресте "Пермнефтегеофизика // Геофизик Л. К. Орлов. Пермь: ОАО «Пермнефтегеофизика», ООО «Геомен», 2012. С. 18-25.
18. Костицын В. И. Борис Юрьевич Козловский // Геофизика, № 5. М.: ЕАГО, 2012. С. 3-7.
19. Долгаль А. С., Бычков С. Г., Костицын В. И., П. Н. Новикова, Пугин А. В., Рашидов В. А., Шархимуллин А. Ф. О теории и практике интерпретационной томографии геопотенциальных полей // Геофизика, № 5. М.: ЕАГО, 2012. С. 8-17.
20. Неганов В. М., Костицын В. И. Приоритетные направления региональных и детальных геолого-геофизических работ при поисках залежей нефти и газа на территории Урало-Поволжья // Геофи-зика, № 5. М.: ЕАГО, 2012. С. 47-53.
21. Теплухин В. К., Костицын В. И. Развитие электромагнитной дефектоскопии для диагностики тех-нического состояния скважин // Геофизика, № 5. М.: ЕАГО, 2012. С. 65-69.
22. Kostitsyn V. I. Student chapter of international society of exploration geophysics (SEG) under PSU // Geophysic monitoring and mineral exploration. Perm: PSU, 2012. P. 5-9.
23. Костицын В. И., Гершанок В. А. Формирование специалистов в Пермской педагогической школе геофизиков // Вестник Пермского университета. Серия «Университетское образование». 2012. Вып. 7. С. 7-20.
24. Костицын В. И. О первых исследователях-геофизиках Курской магнитной аномалии // Материалы II школы — семинара «Гординские чтения». М.: ИФЗ РАН, 2013. С. 102—106.
25. Костицын В. И. К 90-летию Адама Константиновича Урупова — основателя научной школы по нефтяной сейсмической разведке // Геофизический вестник, № 1. М.: ЕАГО, 2013. С. 48-50.
26. Костицын В. И. Забытый выдающийся геофизик, один из первых исследователей Курской магнитной аномалии — Владимир Александрович Костицын // НТВ «Каротажник». Вып. 7 (229). Тверь: Изд-во «АИС», 2013. С. 133—143.
27. Zvetkov G. A., Kostitsyn V. I. Increase of accuracy of well botton position determination by minimization of seismic vibration finding errors // Сборник научных трудов SWorld по материалам международной научно-практической конференции «Modern problems and ways of their solution in science, transport, production and education». 2013. Вып. 2. Т. 40. Одесса: Куприенко. С. 31-36.
28. Костицын В. И. Памяти Бориса Юрьевича Козловского, известного геофизика, князя, представителя рода А. С. Пушкина // НТВ «Каротажник». Вып. 9 (231). Тверь: Изд-во «АИС», 2013. С. 144—149.
29. Долгаль А. С., Костицын В. И., Новикова П. Н., Рашидов В. А. Совместная оценка геометрических параметров и намагниченности геологических объектов монтажным методом // Геофизика, № 5. М.: ЕАГО, 2013. С. 36-41.
30. Чадаев М. С., Костицын В. И., Гершанок В. А. Гравиметрический и гамма-гамма-каротаж для определения плотности горных пород // Геофизика, № 5. М.: ЕАГО, 2013. С. 46-50.
31. Цветков Г. А., Егоров М. А., Костицын В. И. Измерительная система контроля пространственных угловых отклонений параметров обсадных колонн при проводке нефтегазовых скважин // Теория и практика нефтяной геофизики: материалы Всеросс. науч.-практ. конф. с международным участием, посвящённой 90-летию А. К. Урупова (г. Пермь, 21-22 ноября 2013 г.) / гл. ред. В. И. Костицын. Пермь, Перм. гос. нац. исслед. ун-т, 2013. С. 166—170.
32. Костицын В. И. Геофизическая практика со студентами Оксфордского университета // Геофизический вестник, № 5. М.: ЕАГО, 2013. С. 27-29.
33. Костицын В. И. К 90-летию Л. А. Попугаевой — первооткрывателя первого коренного месторожде-ния алмазов в Советском Союзе // Вестник Пермского университета. Геология, 2013. Вып. 4 (21). С. 101—102.
34. Чадаев М. С., Костицын В. И., Ибламинов Р. Г., Гершанок В. А., Гершанокт Л. А., Коноплёв А. В. Под общ. ред. М. С. Чадаева и Р. Г. Ибламинова. Структуры земной коры по данным гравиметрии и магнитометрии. Пермь, Перм. гос. нац. исслед. ун-т, 2014. 95 с.
35. Костицын В. И. Судьба первых советских геофизиков // Природа. 2014. № 3. С.61-70.
36. Костицын В. И. Памяти профессора Бориса Константиновича Матвеева // Геофизический вестник, № 4. М.: ЕАГО, 2014. С. 31-32.
37. Tsvetkov G., Kostitsyn V. INCREASE OF ACCURACY OF WELL BOTTOM POSITION DETERMINATION BY MINIMIZATION OF SEISMIC VIBRATION FINDING ERRORS // Applied Mechanics and Materials. 2014. Vol. 682. PP.154–159.
38. Гершанок В. А., Костицын В. И. Развитие геофизических методов исследования скважин на кафедре геофизики Пермского университета // Каротажник. 2014. Вып. 10 (244). С. 3-11 .
39. Костицын В. И. Научные направления и основные этапы развития кафедры геофизики Пермского университета // Геофизика. 2014. № 5. С. 3-9.
40. Костицын В. И. Научные исследования студентов кафедры геофизики Пермского университета, выполненные при поддержке международных геофизических организаций // Каротажник. 2014. Вып. 10 (244). С. 12-22.
41. Чадаев М. С., Костицын В. И., Гершанок В. А., Простолупов Г. В., Тарантин М. В. Геофизические исследования по изучению глубинного строения платформенной территории западной части Урала // Геофизика. 2014. № 5. С. 57-61.
42. Петров Ю. П., Костицын В. И., Куликова Т. С., Данилов Ю. Л. Совершенствование крутильных весов градиентометра на основе электромагнитного подвеса // Геофизика. 2014. № 5. С. 52-56.
43. Костицын В. И. Развитие теоретической и прикладной геологии в трудах Николая Георгиевича Максимовича // Вестник Пермского университета. Геология, 2014. Вып. 4 (25). С. 90-97.
44. Костицын В. И. Кафедра геофизики Пермского университета — научный центр Пермской геофизической школы // Горное эхо. 2014. № 4. С. 42-53.
45. Долгаль А. С., Костицын В. И., Новикова П. Н., Рашидов А. В. Построение сеточных моделей геологических объектов по аномальному магнитному полю // Доклады Академии наук. Науки о Земле. 2015. Том 461, № 3. С. 327—332.
46. Bychkov S. G., Dolgal A. S., Kostitsyn V. I., Simanov A. A. Gravimetric survey terrain correction using linear analytical approximation // Geophysical Prospecting. . Vol. 63, N 3, May 2015. PP. 727–739.
47. Костицын В. И., Гершанок В. А. Итоги работы диссертационного совета по геологическим специальностям в Пермском университета за 1993—2014 гг. // Вестник Пермского университета. Геология, 2015. Вып. 1 (26). С. 91-96.
48. Чадаев М. С., Костицын В. И., Ибламинов Р. Г., Гершанок В. А., Простолупов Г. В., Тарантин М. В., Гершанок Л. А., Коноплёв А. В. Применение гравиметрии и магнитометрии при изучении глубоких и близкоповерхностных неоднородностей земной коры: монография; под общ. ред. М. С. Чадаева и Р. Г. Ибламинова. Пермь, Перм. гос. нац. исслед. ун-т, 2015. 110 с.
49. Костицын В. И. Геофизики Пермского университета — участники Великой Отечественной войны // Каротажник. 2015. Вып. 5(251). С. 131—140.
50. Маланин В. В., Костицын В. И. Из истории открытия лицея при ПГУ // Образовательный процесс старшей школы: идеи, подходы, опыт. Материалы краевого форума, посвящённого 25-летию со дня основания МАОУ «Лицей № 2» г. Перми. Пермь: изд. «Книжный формат», 2015. С. 3-7.
51. Костицын В. И. О геофизических предвестниках землетрясений // Проблемы комплексного геофи-зического мониторинга Дальнего Востока России. Петропавловск-Камчатский: КФ ГС РАН, 2015. С. 36-37.
52. Костицын В. И., Костицына В. С. К 25-летию Лицея при ПГУ — новой модели школы // «Под сенью дружных муз…»: Сборник воспоминаний /составит. А. Д. Баландина, Н. В. Фомичёва. Пермь, 2015. С. 4-8.
53. Глушков Д. В., Костицын В. И. Влияние фактора времени на достоверность выделения нефтенасыщенных коллекторов по данным фотографирования керна в дневном и ультрафиолетовом свете // Каротажник. 2015. Вып. 10 (256). С. 54-64.
54. Цветков Г. А., Костицын В. И., Егоров М. А. Система автоматического управления устройством контроля пространственных угловых отклонений параметров обсадных колонн нефтегазовых скважин // Каротажник. 2015. Вып. 10 (256). С. 115—123.
55. Петров Ю. П., Костицын В. И., Пушкарёв А. М. Автономный самоориентирующийся трёхкомпонентный сейсмоприемник на основе совмещённого электромагнитного подвеса // Геофизика. 2015. № 5. С. 2-5.
56. Бычков С. Г., Долгаль А. С., Костицын В. И., Мичурин А. В., Симанов А. А. Объёмное моделирование геологических объектов по гравитационному полю на основе синтеза качественных и количественных методов интерпретации // Геофизика. 2015. № 5. С. 47-54.
57. Чадаев М. С., Костицын В. И., Гершанок В. А., Тарантин М. В., Простолупов Г. В. Гравиметрические и магнитометрические исследования земной коры в зоне сочленения континента и Баренцева моря // Геофизика. 2015. № 5. С. 55-58.
58. Гайворонский И. Н., Костицын В. И., Савич А. Д., Черных И. А., Шумилов А. В. Совершенствование технологий вторичного вскрытия продуктивных пластов // Строительство нефтяных и газовых скважин на суше и на море, 2016, № 9. С. 42-49.
59. Гайворонский И. Н., Костицын В. И., Савич А. Д., Черных И. А., Шумилов А. В. Повышение эффективности вторичного вскрытия продуктивных пластов // Нефтяное хозяйство, 2016, № 10. С. 62-65.
60. Гершанок В. А., Костицын В. И. 100-летие Пермского университета и 85-летие геологического фа-культета // Научно-технический вестник «Каротажник», 2016. Вып. 10 (26). С. 3-15.
61. Князев А. Р., Костицын В. И., Малиновский А. К., Некрасов А. Н., Саликова Н. К., Шорманов Ш. Т. Результаты оценки трещиноватости карбонатных пород с использованием скважинных сканеров на месторождении Алибекмола (Казахстан) // Научно-технический вестник «Каротажник», 2016. Вып. 10 (26). С. 38-55.
62. Долгаль А. С., Костицын В. И., Новикова П. Н., Пугин А. В. Алгоритмы аппроксимации геопотенциальных полей истокообразными функциями // Геофизика, 2016. № 5. С. 4-10.
63. Чадаев М. С., Костицын В. И., Ибламинов Р. Г., Гершанок В. А., Простолупов Г. В., Тарантин М. В. Тектоника земной коры территории Пермского края по данным гравиметрии и магнитометрии // Геофизика, 2016. № 5. С. 47-52.
64. Костицын В. И. Пермскому университету — 100 лет. Достижения кафедры геофизики // Геофизический вестник, 2016. № 5. С. 4-23.
65. Костицын В. И. Пермскому университету — 100 лет, геологическому факультету — 85 лет, специальности «Геофизика» — 75 лет // Теория и практика разведочной и промысловой геофизики. Пермь, Пермский университет, 2016. С. 12-38.
66. Костицын В. И. О корреляционной зависимости между колебаниями уровня грунтовых вод и изменениями силы тяжести // Геодезия, картография, кадастр, ГИС — проблемы и перспективы развития: Материалы междунар. науч.-практ. конф., Новополоцк, 9-10 июня 2016 г. / Полоцк. гос. ун-т. — Новополоцк (Беларусь): Полоцк. ГУ, 2016. С. 137—143.
67. Костицын В. И. Высшее геофизическое образование в Пермском университете в год 100-летия вуза // Вестник Горного института «Горное эхо». Пермь, Горный институт УрО РАН, № 4 (65), 2016. С. 7-13.
68. Теплухин В. К., Ратушняк А. Н., Костицын В. И., Ван Сяолун. Разработка технологии индукцион-ного каротажа в нестационарном режиме при бурении субгоризонтальных участков стволов нефтяных и газовых скважин // Вестник Пермского университета. Геология. 2017. Том 16, № 2. С. 122—129.
69. Савич А. Д., Черных И. А, Шумилов А. В., Костицын В. И. Технологии геофизических исследований в бурящихся и эксплуатационных горизонтальных скважинах // Горизонтальные скважины и ГРП в повышении эффективности разработки нефтяных месторождений: Материалы Международной научно-практической конференции, посвящённой основателю горизонтального бурения — А. М. Григоряну. Казань: изд. «Слово», 2017. С. 246—249.
70. Костицын В. И. К 80-летию профессора Бориса Алексеевича Спасского // Вестник Пермского университета. Геология. 2017. Том 16, № 3. С. 302—303.
71. Костицын В. И. Непревзойдённая Валентина Васильевна Девингталь // Оставившая яркий след. Жизнь и судьба В. В. Девингталь (1923—2014). К 100-летию основания университета и открытия кафедры / сост. О. Ю. Девингталь, М. Н. Черных. Пермь: ООО «Пермское книжное издательство», 2017. С. 101—104.
72. Костицын В. И. К 85-летию Первой Всесоюзной геофизической конференции: опубликованные труды, принятые резолюции и дальнейшая судьба участников // Теория и практика разведочной и промысловой геофизики. Пермь, Пермский университет, 2017. С. 12-25.
73. Чадаев М. С., Костицын В. И., Ибламинов Р. Г., Гершанок В. А., Тарантин М. В., Простолупов Г. В. Гравиметрическое изучение зоны Арктического шельфа и континента // Геофизика, 2017. № 5. С.17-24.
74. Долгаль А. С., Костицын В. И., Новикова П. Н., Пугин А. В., Рашидов В. А., Христенко Л. А. Практическое применение истокообразной аппроксимации геолого-геофизических данных // Геофизика, 2017. № 5. С. 29-37.
75. Костицын В. И., Гершанок В. А., Чадаев М. С., Ибламинов Р. Г., Простолупов Г. В., Тарантин М. В. Глубинное изучение Северо-Баренцевской впадины и шельфа по данным гравиметрии // Вопросы теории и практики геологической интерпретации геофизических полей: Материалы 45-й сессии Международного семинара им. Д. Г. Успенского, Казань, 22-26 января 2018 г. Казань: Изд. Казан. Университета, 2018. С. 99-100.
76. Шумилов А. В., Костицын В. И., Савич А. Д., Сальникова О. Л., Шумский И. Ф., Будник Д. А. Технологии геофизических исследований бурящихся и эксплуатируемых горизонтальных скважин // Нефтяное хозяйство, 2018, № 02. С. 48-52.

### Монографии, книги, учебники
1. Костицын В. И. Учебная полевая практика по гравиразведке: Методическое руководство. Пермь: Перм. ун-т, 1980. 39 с.
2. Новоселицкий В. М., Костицын В. И. Гравиметрия: Методическое руководство. Пермь: ППИ, 1980. 25 с.
3. Костицын В. И. Методы и задачи детальной гравиразведки: Монография. Иркутск: Иркут. ун-т, 1989. 128 с.
4. Маловичко А. К., Костицын В. И., Тарунина О. Л. Детальная гравиразведка на нефть и газ: Монография. М.: Недра, 1979. 190 с.
5. Костицын В. И., Маловичко А. К., Тарунина О. Л. Детальная гравиразведка на нефть и газ. Изд. 2-е, перераб. и доп. М.: Недра, 1989. 224 с.
6. Костицын В. И., Колосов А. И. Геофизическая кибернетика: Учебное пособие. Пермь: Перм. ун-т, 1989. 96 с.
7. Костицын В. И., Маловичко А. К. Гравиразведка: учебник для студентов вузов. М.: Недра, 1992. 357 с.
8. Костицын В. И. Профессор А. К. Маловичко и пермская школа геофизиков: Научное издание. Екатеринбург: УрО РАН, 1998. 196 с.
9. Костицын В. И., Горбушина О. Л., Горожанцев А. В. Гравиразведка: Методическое руководство по учебной полевой практике и лабораторным работам. Пермь: Перм. ун-т, 2000. 60 с.
10. Костицын В. И. Методы повышения точности и геологической эффективности детальной гравиразведки: Монография. Пермь: Изд-во ПСИ, Перм. университета, 2002. 224 с.
11. Хмелевской В. К., Костицын В. И. Основы геофизических методов: Учебник для студентов вузов. Пермь, Перм. ун-т, 2010. 400 с.
12. Долгаль А. С., Костицын В. И. Гравиразведка: способы учёта влияния рельефа местности: Учебное пособие. Пермь, Перм. ун-т, 2010. 88 с.
13. Труды Первой Всесоюзной геофизической конференции (с комментариями). Отв. за переиздание трудов В. И. Костицын. Пермь: Перм. гос. ун-т, 2012. 312 с.
14. Костицын В. И., Чадаев М. С., Губина А. И., Гершанок В. А., Гершанок Л. А., Горожанцев А. В., Зрячих Е. С. Каротаж: гравиметрический, плотностной гамма-гамма, магнитный. Пермь: Перм. гос. нац. исслед. ун-т, 2012. 184 с.
15. Чадаев М. С., Костицын В. И., Ибламинов Р. Г., Гершанок В. А., Гершанок Л. А., Коноплёв А. В. Структуры земной коры по данным гравиметрии и магнитометрии. Под общ. ред. М. С. Чадаева и Р. Г. Ибламинова. Пермь, Перм. гос. нац. исслед. ун-т, 2014. 95 с.
16. Чадаев М. С., Костицын В. И., Ибламинов Р. Г., Гершанок В. А., Простолупов Г. В., Тарантин М. В., Гершанок Л. А., Коноплёв А. В. Применение гравиметрии и магнитометрии при изучении глубоких и близкоповерхностных неоднородностей земной коры: монография; под общ. ред. М. С. Чадаева и Р. Г. Ибламинова. Пермь, Перм. гос. нац. исслед. ун-т, 2015. 110 с.
17. Костицын В. И., Хмелевской В. К. Геофизика: Учебник для студентов направления «Геология» и специальности «Прикладная геология». Пермь, Перм. гос. нац. исслед ун-т, 2018. 428 с.

Сборники под редакцией
1. Развитие геофизических методов с позиций Первой Всесоюзной геофизической конференции. Пермь: Перм. гос. нац. исслед. ун-т, 2012. 114 с. Главный редактор В. И. Костицын.
2. Теория и практика нефтяной геофизики: материалы Всеросс. науч.-практ. конф. с международным участием, посвящённой 90-летию А. К. Урупова (г. Пермь, 21-22 ноября 2013 г.). Пермь, Перм. гос. нац. исслед. ун-т, 2013. 216 с. Главный редактор В. И. Костицын.
3. Теория и практика разведочной и промысловой геофизики: материалы Международной науч.-практ. конф., посвящённой 60-летию кафедры геофизики Пермского университета (г. Пермь, 21–22 ноября 2014 г.). Пермь, Перм. гос. нац. исслед. ун-т, 2014. 196 с. Главный редактор В. И. Костицын.
4. Теория и практика разведочной и промысловой геофизики: материалы Международной науч.-практ. конф., посвящённой юбилейным датам предприятий Пермнефтегеофизика, ЧЕГИС, Пермгеокабель, ФХС-ПНГ, ГЕОЛАЙН (г. Пермь, 26–27 ноября 2015 г.). Пермь, Перм. гос. нац. исслед. ун-т, 2015. 263 с. Главный редактор В. И. Костицын.
5. Теория и практика разведочной и промысловой геофизики: материалы Международной науч.-практ. конф., посвящённой 100-летию Пермского университета, 85-летию геологического факультета, 65-летию специальности «Геофизика», 90-летию со дня рождения проф. Б. К. Матвеева (г. Пермь, 24–25 ноября 2016 г.). Пермь, Перм. гос. нац. исслед. ун-т, 2016 263 с. Главный редактор В. И. Костицын.
6. Теория и практика разведочной и промысловой геофизики: материалы Международной науч.-практ. конф., посвящ. 85-летию Первой Всесоюзной геофизической конференции (г. Пермь, 23–24 ноября 2017 г.). Пермь, Перм. гос. нац. исслед. ун-т, 2017. 241 с. Главный редактор В. И. Костицын.

### Патенты
- Костицын В. И., Тупицын И. С. Способ выявления предвестников землетрясений. Патент N 2179326. Зарегистрирован в Государственном реестре изобретений Российской Федерации. г. Москва, 10 февраля 2002 г.
- Цветков Г. А., Егоров М. А., Костицын В. И. Акселерометр. Патент на полезную модель № 166301. Заявка № 2016122963. Приоритет полезной модели 09 июня 2016 г. Зарегистрировано в Гос. реестре полезных моделей Российской Федерации 01 ноября 2016 г.

### Книги по истории Пермского университета
В. И. Костицын известен также как автор и составитель книг по истории Пермского университета.

#### Серия «Ректоры Пермского университета»
- Костицын В. И. Ректоры Пермского университета,1916–1991 / РСФСР. Государственный комитет по делам науки и высшей школы. Пермский государственный университет. Пермь: Издательство Перм.гос ун-та, 1991. - 100с.
- Костицын В. И. Ректоры Пермского университета. 1916–2006. Изд. 2-е, перераб. и доп. / Перм. ун-т. Пермь, 2006. 352 с.
- Костицын В. И. Ректоры Пермского университета. 1916–2016. Изд. 3-е, перераб. и доп./ В. И. Костицын. Перм. гос. нац. исслед. ун-т. Пермь, 2016. 352 с.

#### Серия «Профессора Пермского университета»
- Профессора Пермского государственного университета. Пермь: П 84 Изд-во Перм. ун-та, 2001. 432 с. (зам. гл. редактора).
- Профессора Пермского университета. 1916–2016 / Гл. ред. В. И. Костицын; Перм. гос. нац. исслед. ун-т. Электроный расширенный вариант. Пермь, 2017. 38,2 МБ.

#### Серия «Пермский университет в воспоминаниях современников»
- Пермский университет в воспоминаниях современников. Выпуск IV. / Сост. В. И. Костицын. Пермь: Изд-во Перм. ун-та, 1996. Вып. 4. Живые голоса. 188 с.
- Пермский университет в воспоминаниях современников (к 300‑летию Перми). Выпуск V. / сост. В. И. Костицын; Пермский государственный национальный исследовательский университет. Пермь, 2023. 224 с.

### Вне серий
- Костицын В. И. Пермский университет в восприятии автора / В. И. Костицын ; Пермский государственный национальный исследовательский университет. Пермь, 2020. 328 с.
- Костицын В. И. Лариса Попугаева — первоотрыватель алмазов в России / В. И. Костицын; Перм. гос. нац. исслед. ун-т.  Пермь, 2016. 232 с.
- Костицын В. И. Профессор Борис Константинович Матвеев. Пермь, Перм. гос. нац. исслед. ун-т, 2016. 208 с. Составитель Костицын В. И.
- Костицын В. И. Кафедра геофизики Пермского университета, 1954–2015. Пермь, Перм. гос. нац. исслед. ун-т, 2016. 264 с. Составитель В. И. Костицын.
- Костицын В. И. 25-летний юбилей лицея при ПГУ.  Перм. ун-т. Пермь, 2015. 9 с.
- Костицын В. И. Календарь знаменательных дат кафедры геофизики Пермского университета и не только / сост. В.И. Костицын; Перм. гос. ун-т. – Пермь, 2011. 208 с.
- Костицын В. И. Геолог Л. А. Попугаева — первооткрыватель первого коренного месторождения алмазов в СССР / В. И. Костицын; Перм. гос. ун-т. Пермь, 2011. 72 с .
- Костицын В. И. Геофизики Пермского университета (1951–2009) / Перм. гос. ун-т, Каф. геофизики ; [сост. В. И. Костицын]. Пермь : Изд-во Перм. гос. ун-та, 2009. 264 с. : портр.
- Костицын В. И. Геофизики Пермского университета (1951–2006): Научно-биографическое издание. Пермь, Перм. ун-т, 2006. 200 с. Сост. Костицын В. И.
- Костицын В. И. Геологи Пермского университета — в Великой Отечественной войне / Сост. В. И. Костицын; Перм. ун.т. Пермь, 2005. 167 с.
- Костицын В. И. Пермский  университет в 2004 году: юбилейные и памятные даты ученых и Героев Советского Союза. Пермь: Изд-во Перм. ун-та, 2004. 143 с.
- Костицын В. И. Пермский  университет: 100-летие ученых, государственные памятники истории и культуры. Пермь: Изд-во Перм.ун-та, 2003. 66 с.

## Комментарии
1. ↑  Деревня Костиченки, входившая в состав Балахнинского сельсовета Бельского района, не сохранилась; ныне — территория Фалёнского района Кировской области[1].